# Saoume
Ne doit pas être confondu avec Saoum.
 (décembre 2018).
La Saoume est un ruisseau haut-garonnais qui prend sa source à Caubiac et qui se jette dans le Ruisseau de Saint-Pierre à Thil.

## Géographie
La Saoume prend sa source près du chemin C8. Elle traverse peu après la D93, puis continue vers le nord-est. Juste avant le confluent, le ruisseau traverse la D58 et se jette dans le Ruisseau de Saint-Pierre.